# Ulica Prudnicka w Krapkowicach
Ulica Prudnicka – jedna z głównych ulic Krapkowic.
Nazwa ulicy używana do 1945 to Neustadterstrasse.

## Przebieg
Ulica ta biegnie wzdłuż drogi wojewódzkiej nr 409. Stanowi drogę wyjazdową z Krapkowic na południe, w kierunku Białej i Prudnika. Przechodzi przez drogę krajową nr 45.

## Obiekty znajdujące się przy ulicy
- Krapkowicki Dom Kultury[2]
- Hotel „Zajazd Krapkowice”[3]
- Cech Rzemiosł Różnych[4]